# Chavakacheri
Chavakacheri (en tamil: சாவகச்சேரி ) es una ciudad de Sri Lanka en el distrito de Jaffna, provincia del Norte.

## Geografía
Se encuentra a una altitud de 4 m s. n. m. a 392 km de la capital nacional, Colombo, en la zona horaria UTC +5:30.

## Demografía
Según estimación 2011 contaba con una población de 54 517 habitantes.